# Campeonato Brasileño de Fútbol 1992
El Campeonato Brasileño de Serie A 1992 fue la  37ª edición del Campeonato Brasileño de Serie A. El torneo se extendió desde el 26 de enero de 1992 hasta el 19 de julio del corriente año. El club Flamengo de Río de Janeiro ganó el campeonato, su cuarto título a nivel nacional, tras haber logrado los títulos de 1980, 1982 y 1983.
Esta fue la segunda vez que dos clubes de la ciudad de Río de Janeiro decidieron el torneo brasileño, al igual que en el torneo de 1984, cuando Vasco da Gama y Fluminense disputaron la final.
Antes del inicio del torneo se decidió aumentar el número de clubes para el torneo de 1993 de 20 a 32 clubes, por lo que se dejó sin efecto el descenso de dos clubes para esta temporada.

## Formato de disputa
Primera Fase: 20 clubes jugando todos contra todos, en turno único. Clasifican los 8 primeros a la segunda fase.
Segunda Fase: 8 clubes divididos en 2 grupos de 4 equipos cada uno, jugando en partidos de ida y vuelta con los rivales de grupo. Clasifican para la final el vencedor de cada grupo.
Final: los finalistas se enfrentan en dos juegos de ida e vuelta.

## Primera fase
- Los ocho primeros clasificados avanzan a la segunda fase del torneo.
| Pos | Equipo              | Pts | PJ | PG | PE | PP | GF | GC | Dif |
| --- | ------------------- | --- | -- | -- | -- | -- | -- | -- | --- |
| 1   | Vasco da Gama       | 26  | 19 | 10 | 6  | 3  | 31 | 14 | +17 |
| 2   | Botafogo            | 24  | 19 | 11 | 2  | 6  | 37 | 23 | +14 |
| 3   | Bragantino          | 24  | 19 | 9  | 6  | 4  | 16 | 13 | +3  |
| 4   | Flamengo            | 22  | 19 | 8  | 6  | 5  | 32 | 24 | +8  |
| 5   | Corinthians         | 22  | 19 | 8  | 6  | 5  | 24 | 22 | +2  |
| 6   | São Paulo           | 21  | 19 | 8  | 5  | 6  | 22 | 16 | +6  |
| 7   | Cruzeiro            | 21  | 19 | 7  | 7  | 5  | 20 | 14 | +6  |
| 8   | Santos              | 21  | 19 | 7  | 7  | 5  | 23 | 18 | +5  |
| 9   | Guarani de Campinas | 20  | 19 | 8  | 4  | 7  | 15 | 19 | -4  |
| 10  | Internacional       | 20  | 19 | 7  | 6  | 6  | 19 | 20 | -1  |
| 11  | Palmeiras           | 19  | 19 | 8  | 3  | 8  | 23 | 17 | +6  |
| 12  | Sport Recife        | 19  | 19 | 4  | 11 | 4  | 15 | 15 | 0   |
| 13  | Atlético Mineiro    | 18  | 19 | 6  | 6  | 7  | 15 | 18 | -3  |
| 14  | Fluminense          | 18  | 19 | 5  | 8  | 6  | 21 | 19 | +2  |
| 15  | Atlético Paranaense | 16  | 19 | 5  | 6  | 8  | 19 | 32 | -13 |
| 16  | Portuguesa          | 15  | 19 | 4  | 7  | 8  | 21 | 26 | -5  |
| 17  | Goiás               | 15  | 19 | 4  | 7  | 8  | 23 | 34 | -13 |
| 18  | Bahia               | 14  | 19 | 4  | 6  | 9  | 20 | 24 | -4  |
| 19  | Náutico Recife      | 13  | 19 | 3  | 7  | 9  | 17 | 29 | -12 |
| 20  | Paysandu            | 12  | 19 | 5  | 2  | 12 | 19 | 35 | -16 |

## Segunda fase
- El ganador de cada grupo avanza a la final del torneo.

### Grupo 1
| Pos | Equipo        | Pts | PJ | PG | PE | PP | GF | GC | Dif |
| --- | ------------- | --- | -- | -- | -- | -- | -- | -- | --- |
| 1   | Flamengo      | 7   | 6  | 3  | 1  | 2  | 7  | 5  | +2  |
| 2   | Vasco da Gama | 6   | 6  | 1  | 4  | 1  | 10 | 9  | +1  |
| 3   | São Paulo     | 6   | 6  | 2  | 2  | 2  | 6  | 7  | -1  |
| 4   | Santos        | 5   | 6  | 1  | 3  | 2  | 7  | 9  | -2  |

### Grupo 2
| Pos | Equipo      | Pts | PJ | PG | PE | PP | GF | GC | Dif |
| --- | ----------- | --- | -- | -- | -- | -- | -- | -- | --- |
| 1   | Botafogo    | 9   | 6  | 4  | 1  | 1  | 7  | 4  | +3  |
| 2   | Bragantino  | 8   | 6  | 3  | 2  | 1  | 6  | 4  | +2  |
| 3   | Corinthians | 5   | 6  | 2  | 1  | 3  | 8  | 7  | +1  |
| 4   | Cruzeiro    | 2   | 6  | 1  | 0  | 5  | 5  | 11 | -9  |

### Final
| 12 de julio de 1992 | Flamengo                            | 3 – 0   | Botafogo | Estadio Maracanã, Río de Janeiro,                                |                                                                  |
|                     | Júnior 15' · Nélio 34' · Gaúcho 38' | Reporte |          | Asistencia: 102,547 espectadores Árbitro(s): José Roberto Wright | Asistencia: 102,547 espectadores Árbitro(s): José Roberto Wright |

| 19 de julio de 1992 | Botafogo                         | 2 – 2   | Flamengo                     | Estadio Maracanã, Río de Janeiro,                                |                                                                  |
|                     | Pichetti 83' · Valdeir 88' (pen) | Reporte | Júnior 42' · Júlio César 55' | Asistencia: 122,001 espectadores Árbitro(s): José Roberto Wright | Asistencia: 122,001 espectadores Árbitro(s): José Roberto Wright |

- Flamengo campeón del torneo clasifica a Copa Libertadores 1993.

- São Paulo e Internacional clasifican a Copa Libertadores 1993 por ser campeones de la Copa Libertadores 1992 y de la Copa de Brasil de 1992, respectivamente.

- Durante el segundo partido de la final, una parte del estadio se encuentra la parrilla cayó, dejando 50 personas heridas y causando la muerte de otros tres.

|                                      |
| Bandera del estado de Río de Janeiro |
| Campeón C. R. Flamengo 4.º título    |

## Posiciones finales
- Dos puntos por victoria y uno por empate.
| Pos | Equipo              | Pts | PJ | PG | PE | PP | GF | GC | Dif |
| --- | ------------------- | --- | -- | -- | -- | -- | -- | -- | --- |
| 1   | Flamengo            | 32  | 27 | 12 | 8  | 7  | 44 | 31 | +13 |
| 2   | Botafogo            | 34  | 27 | 15 | 4  | 8  | 46 | 32 | +14 |
| 3   | Vasco da Gama       | 32  | 25 | 11 | 10 | 4  | 41 | 23 | +18 |
| 4   | Bragantino          | 32  | 25 | 12 | 8  | 5  | 22 | 17 | +5  |
| 5   | São Paulo           | 27  | 25 | 10 | 7  | 8  | 28 | 23 | +5  |
| 6   | Corinthians         | 27  | 25 | 10 | 7  | 8  | 32 | 29 | +3  |
| 7   | Santos              | 26  | 25 | 8  | 10 | 7  | 30 | 27 | +3  |
| 8   | Cruzeiro            | 23  | 25 | 8  | 7  | 10 | 25 | 25 | 0   |
| 9   | Guarani de Campinas | 20  | 19 | 8  | 4  | 7  | 15 | 19 | -4  |
| 10  | Internacional       | 20  | 19 | 7  | 6  | 6  | 19 | 20 | -1  |
| 11  | Palmeiras           | 19  | 19 | 8  | 3  | 8  | 23 | 17 | +6  |
| 12  | Sport Recife        | 19  | 19 | 4  | 11 | 4  | 15 | 15 | 0   |
| 13  | Atlético Mineiro    | 18  | 19 | 6  | 6  | 7  | 15 | 18 | -3  |
| 14  | Fluminense          | 18  | 19 | 5  | 8  | 6  | 21 | 19 | +2  |
| 15  | Atlético Paranaense | 16  | 19 | 5  | 6  | 8  | 19 | 32 | -13 |
| 16  | Portuguesa          | 15  | 19 | 4  | 7  | 8  | 21 | 26 | -5  |
| 17  | Goiás               | 15  | 19 | 4  | 7  | 8  | 23 | 34 | -13 |
| 18  | Bahia               | 14  | 19 | 4  | 6  | 9  | 20 | 24 | -4  |
| 19  | Náutico Recife      | 13  | 19 | 3  | 7  | 9  | 17 | 29 | -12 |
| 20  | Paysandu            | 12  | 19 | 5  | 2  | 12 | 19 | 35 | -16 |

## Goleadores
| Pos. | Jugador          | Club          | Goles |
| ---- | ---------------- | ------------- | ----- |
| 1    | Bebeto           | Vasco da Gama | 18    |
| 2    | Chicão           | Botafogo      | 12    |
| 2    | Paulinho McLaren | Santos        | 12    |
| 4    | Nílson           | Portuguesa    | 10    |
| 4    | Túlio Maravilha  | Goias         | 10    |
| 6    | Júnior           | Flamengo      | 9     |
| 6    | Valdeir          | Botafogo      | 9     |
| 8    | Edmundo          | Vasco da Gama | 8     |
| 8    | Gaúcho           | Flamengo      | 8     |
| 8    | Marcelo Ramos    | Bahía         | 8     |
| 8    | Neto             | Corinthians   | 8     |
| 8    | Viola            | Corinthians   | 8     |